# Parodontodynerus aramaeus
Parodontodynerus aramaeus är en stekelart som beskrevs av Blüthgen 1955. Parodontodynerus aramaeus ingår i släktet Parodontodynerus och familjen Eumenidae. Inga underarter finns listade i Catalogue of Life.